# Goris
Goris (armeniska Գորիս) är en stad i Siunikprovinsen i Armenien.